# Pilopogon liebmannii
Pilopogon liebmannii là một loài Rêu trong họ Dicranaceae. Loài này được (Müll. Hal.) Broth. miêu tả khoa học đầu tiên năm 1901.